# باربرا د. سافاج
باربرا د. سافاج (بالإنجليزية: Barbara D. Savage)‏ هي مؤرخة أمريكية، ولدت في 1953.